# František Hejl (knihovník)
František Hejl (12. dubna 1902, Duchcov – 10. července 1982, Ústí nad Labem) byl český knihovník, literární historik a publicista.
Narodil se v severočeském Duchcově, ale následně studoval a odmaturoval na 1. české státní reálce na pražských Vinohradech. Ve školním roce 1923/24 navíc absolvoval státní knihovnickou školu. Poté pokračoval ve studiu na Univerzitě Karlově, kde v roce 1929 úspěšně složil rigorózní zkoušky z filozofie, teoretické fyziky, meteorologie a klimatologie a obdržel titul RNDr.
František Hejl působil nejprve jako knihovník Vysoké školy báňské v Příbrami (1925–1932). Dne 1. 12. 1939 byl Ministerstvem školství a národní osvěty převeden do služeb města Hradce Králové, a to na funkci knihovníka městské veřejné knihovny. Pod jeho vedením bylo zřízeno samostatné dětské oddělení (studenti a mládež tehdy tvořili přibližně 40 % čtenářů) i oddělení cizojazyčné literatury. Podařilo se mu také založit a po takřka ročních přípravách 15. října 1940 veřejnosti otevřít rozsáhlé hudební oddělení, které patřilo v té době a stále patří k největším knihovnám svého druhu v Čechách. Fond tehdy obsahoval 1 295 svazků odborné literatury a hudebnin.
V roce 1941 přestala být knihovna samostatnou institucí. V Hradci Králové byl totiž ustaven úřad městské kulturní služby (tzv. Kulturamt; Úřad městské osvětové služby, později Úřad městské kulturní služby), který zahrnul všechny složky kulturní činnosti dotované městem pod jedinou správu, i když zůstávaly v rámci svých speciálních problematik do značné míry samostatné. Dr. Hejl se stal vedoucím úřadu. Stále tak vedl knihovnu, ale zároveň tím byl také pověřený správou historického a průmyslového muzea (dnes Muzeum východních Čech), když František Tichý odešel do výslužby. V muzeu se zasadil o vznik Městské studijní knihovny se studovnou a čítárnou. V roce 1944 vznikla nová organizace Místní veřejné osvětové služby v Hradci Králové. Úřad a jeho instituce vedl až do roku 1945.
V srpnu 1945 se Hejl stal prvním knihovníkem a ředitelem nově vzniklé Městské veřejné a studijní knihovně (dnes Severočeská vědecká knihovna) v Ústí nad Labem. Roku 1946 se Hejlovi podařilo pro knihovnu najít vhodnější prostory v někdejší Foustkově kavárně v Revoluční ulici č. 41. Ze starých stolů nechal připravit nový velký čtenářský stůl. Použity byly i regály z bývalé německé knihovny. Nové knihovní prostory byly slavnostně otevřeny dne 14. října 1946. Knihovna se postupně rozrostla o mnoho poboček a ještě dále stěhovala do větších prostor. V roce 1961 začal budovat vědeckotechnické oddělení. V roce 1962 odešel do důchodu a ve vedení knihovny jej nahradil Jaroslav Prskavec. Po odchodu do penze stále pracoval v oboru: v knihovně státní památkové péče, v technické knihovně i jako knihovník na koleji Pedagogické fakulty v Ústí nad Labem.

## Publikační činnost
Byl činný i v publikační rovině. Napsal publikace Nástin systematického třídění knihovnického i Dějiny veřejného knihovnictví v Ústí nad Labem (1987). V obou jeho stěžejních působištích (v Hradci Králové i Ústí nad Labem) byl aktivní a mj. psal hudební a divadelní kritiky. V roce 1941 mu vyšla práce Úvahy o umění.